# Naega salinbeomida
Naega salinbeomida (internationale titel: Confession of Murder) is een Zuid-Koreaanse thriller-actiefilm uit 2012 onder regie van Byeong-gil Jeong, die zelf ook het verhaal schreef. Hiervoor won hij zowel de Grand Bell Award voor beste nieuwe regisseur als de Baek Sang Art Award voor beste filmscenario.

## Verhaal

### Proloog
Rechercheur Choi Hyeong-goo zit een gemaskerde seriemoordenaar op de hielen. Deze heeft tien doden op zijn geweten en wordt verdacht van de ontvoering van nog een vrouw, wier lot onbekend is. Choi achterhaalt de moordenaar, maar verliest het gevecht dat daarop ontstaat. De moordenaar lacht hem uit en brengt hem een snee van zijn mondhoek tot halverwege zijn wang toe. Choi probeert de daarna weglopende dader al liggend nog neer te schieten, maar komt niet verder dan een vleeswond in diens schouder. De moordenaar verdwijnt een steegje in, waarna niets meer van hem wordt vernomen.

### Proloog II
Precies vijftien jaar nadat de seriemoordenaar zijn laatste moord pleegde, krijgt Choi een telefoontje van Jung Hyun-sik, de zoon van een van de gedode slachtoffers. De zaak verjaart die dag, waardoor de moordenaar vanaf dat moment niet meer strafrechtelijk vervolgd kan worden. Jung vertelt Choi dat hij hier niet mee kan leven. Choi haast zich naar het huis van Jung, maar kan niet voorkomen dat die zich in zijn bijzijn van het dak laat vallen.

### Hoofdlijn
Zeventien jaar na de verdwijning van de seriemoordenaar treedt een man genaamd Lee Doo-seok in de publiciteit. Hij bekent dat hij de verdwenen seriemoordenaar is en heeft een boek geschreven waarin hij alle moorden gedetailleerd beschrijft. Op een persconferentie laat hij ook een röntgenfoto zien van een schotwond aan zijn schouder, met de kogel er nog in. Lee zegt spijt te hebben van zijn daden en biedt zijn excuses aan de nabestaanden aan. Hij bezoekt hun huizen om hen persoonlijk berouw te tonen. Het land raakt verdeeld in twee kampen: het ene woedend dat de moordenaar na de verjaring van zijn daden bekendheid zoekt, het andere vol bewondering voor de charmante en blijkbaar berouwvolle moordenaar. Er worden twintig miljoen exemplaren van Lee's boek verkocht.
De nabestaanden van de vermoorde slachtoffers verzamelen zich onder aanvoering van Han Ji-soo, de moeder van de vermiste elfde vrouw, Kang Soo-yeon. Ze maken plannen om zich te wreken op Lee. Die wordt zwaar bewaakt, maar een van de nabestaanden weet vermomd als medewerker een emmer slangen los te laten in het zwembad waarin Lee dagelijks zwemt. Nadat hij is gebeten, halen andere nabestaanden hem vermomd op in een gehuurde ambulance. Choi ziet de ontvoering op tv en herkent de ontvoerders. Hij achterhaalt waar Lee wordt vastgehouden, bevrijdt hem en laat hem achter in een motelkamer. Lee vertelt verslaggevers dat de hele ontvoering een uit de hand gelopen actie was van een groep fans.
Een televisiezender nodigt Lee en Choi uit om in een programma met elkaar in debat te gaan. Hierin vertelt Lee dat het hem niet om geld te doen is en dat hij de volledige opbrengst van de verkoop van zijn boek aan de nabestaanden van zijn slachtoffers zal schenken. Het programma nodigt ook mensen thuis uit om te bellen om vragen te stellen. Een beller die zichzelf J noemt komt in de uitzending. In plaats van iets te vragen, laat hij merken hoeveel hij van de hele geschiedenis af weet. Hij daagt Lee uit om te bekennen dat hij een bedrieger is; J suggereert zelf de moordenaar te zijn. Lee blijft onaangedaan en noemt J een fantast. Choi laat niettemin diens telefoontje traceren. Het blijkt uit het huis van zijn eigen moeder te komen. Ze is ongedeerd, maar J heeft een bebloed, mogelijk zeventien jaar eerder gebruikt mes en een video voor Choi achtergelaten. Hierop staat een opname van de verdwenen elfde vrouw, Kang. Zij blijkt niet alleen een potentieel slachtoffer, maar ook Chois voormalige aanstaande echtgenote. Op de opname is te zien hoe ze wordt vastgebonden terwijl ze smeekt om haar leven. De onherkenbare dader tart haar voor hij haar te lijf gaat met een haakzwaard. Choi bestudeert de opname keer op keer, op zoek naar een detail waar hij iets aan heeft.
Choi houdt een persconferentie waarin hij verklaart dat het niet te zeggen is of Lee de moordenaar is, of J. Aan de ene kant heeft Lee een boek gepubliceerd vol details die in principe alleen de moordenaar kan weten en een kogel op de correcte plaats in zijn schouder. Aan de andere kant heeft J Choi de opname van Kang bezorgd. Er wordt een nieuw televisiedebat op poten gezet met daarin zowel Lee, Choi als J. Hierin krijgen beide mogelijke moordenaars de kans om aan te tonen wie de echte is. J bezorgt de media vooraf aan de uitzending een videoband waarop te zien is hoe hij een boom in het bos markeert met de letter J. Hij zegt dat hij de pers drie uur voor het televisiedebat zal laten weten waar deze boom staat. Wat er bij begraven ligt, bewijst volgens hem dat hij de echte dader is.
J komt zichtbaar geamuseerd de studio binnen voor het televisiedebat. Bij de door hem gemarkeerde boom zijn de stoffelijke overschotten van Kang opgegraven, wat eens te meer bewijst dat hij is wie hij zegt te zijn. J tart Choi door hem lachend te vertellen dat hij Kang nog twee jaar bij zich heeft gehouden voor hij haar ombracht. Na het horen van het voorgaande, bekent Lee dat hij niet de moordenaar is. Daarbij verklaart hij ook dat hij het boek over de moorden niet heeft geschreven. Choi valt Lee bij en verklaart dat hijzelf dat heeft gedaan. 'Lee' blijkt niet te bestaan, maar in werkelijkheid Jung te zijn. Hij heeft zijn val van het dak twee jaar eerder overleefd. Een plastische chirurg heeft hem daarna een nieuw uiterlijk aangemeten. Choi en Lee werkten al samen toen hij voor het eerst naar buiten trad als de vermeende seriemoordenaar, om de echte uit te dagen. Choi merkte tijdens hun confrontatie zeventien jaar daarvoor namelijk dat die zo arrogant was, dat hij het waarschijnlijk niet zou toestaan dat een ander de verantwoordelijkheid voor zijn daden zou claimen. J is in de val gelopen.
J is even van zijn stuk gebracht, maar hervindt zich wanneer hij beseft dat de verjaringstermijn voor zijn moorden is verlopen. Hij denkt nog steeds onaantastbaar te zijn. Choi komt daarop met een tweede onthulling. In het achtergrondgeluid van de videoband waarop J Kang te lijf gaat, blijkt een radio-uitzending hoorbaar. Het bewuste programma werd uitgezonden op de dag van de presidentsverkiezingen van 1992, veertien jaar, 23 uur en 46 minuten geleden. Dat betekent dat J's moord op Kang nog geen vijftien jaar geleden en dus nog niet verjaard is.
J vlucht de studio uit en gaat ervandoor op een brommer die hij steelt van een pizzakoerier. Choi en Lee/Jung zetten de achtervolging in en achterhalen J. Wanneer die in handboeien wordt afgevoerd, verschijnt Han. Zij wil haar dochter wreken door J te steken met een vulpen gevuld met slangengif. Choi stopt haar en steekt J vervolgens zelf met de pen, waarop die sterft.

### Epiloog
Vijf jaar nadat hij J. vermoordde, wordt Choi vrijgelaten uit de gevangenis. Buiten wordt hij opgewacht door de nabestaanden van J's slachtoffers, Lee/Jung, Han en de media, die hem als een held onthalen. Vanwege de geschiedenis omtrent J is de verjaringstermijn van dergelijke zaken verruimd tot 25 jaar.

## Rolverdeling
- Jung Jae-young - Rechercheur Choi Hyeong-goo
- Park Si-hoo - Lee Doo-seok
- Jeong Hae-gyoon - J
- Min Ji-ah - Kang Soo-yeon, Chois verloofde
- Kim Young-ae - Han Ji-soo, de moeder van Chois verloofde
- Choi Won-young - Jeong Tae-seok
- Jo Eun-ji - Choi Kang-sook
- Kim Min-sang - Jeong Min-kwon
- Ryoo Je-seung - Jung Hyun-sik